# Lasioglossum textorium
Lasioglossum textorium is een vliesvleugelig insect uit de familie Halictidae. De wetenschappelijke naam van de soort is voor het eerst geldig gepubliceerd in 1957 door Benoist.